# Глухов Второй
Глу́хов Второ́й (укр. Глухів Другий) — село на Украине, находится в Радомышльском районе Житомирской области.
Население по переписи 2001 года составляет 91 человек. Почтовый индекс — 12200. Телефонный код — 4132. Занимает площадь 0,376 км².

## Адрес местного совета
12245, Житомирская область, Радомышльский р-н, с.Лутовка